# Nyugat-örmény nyelv

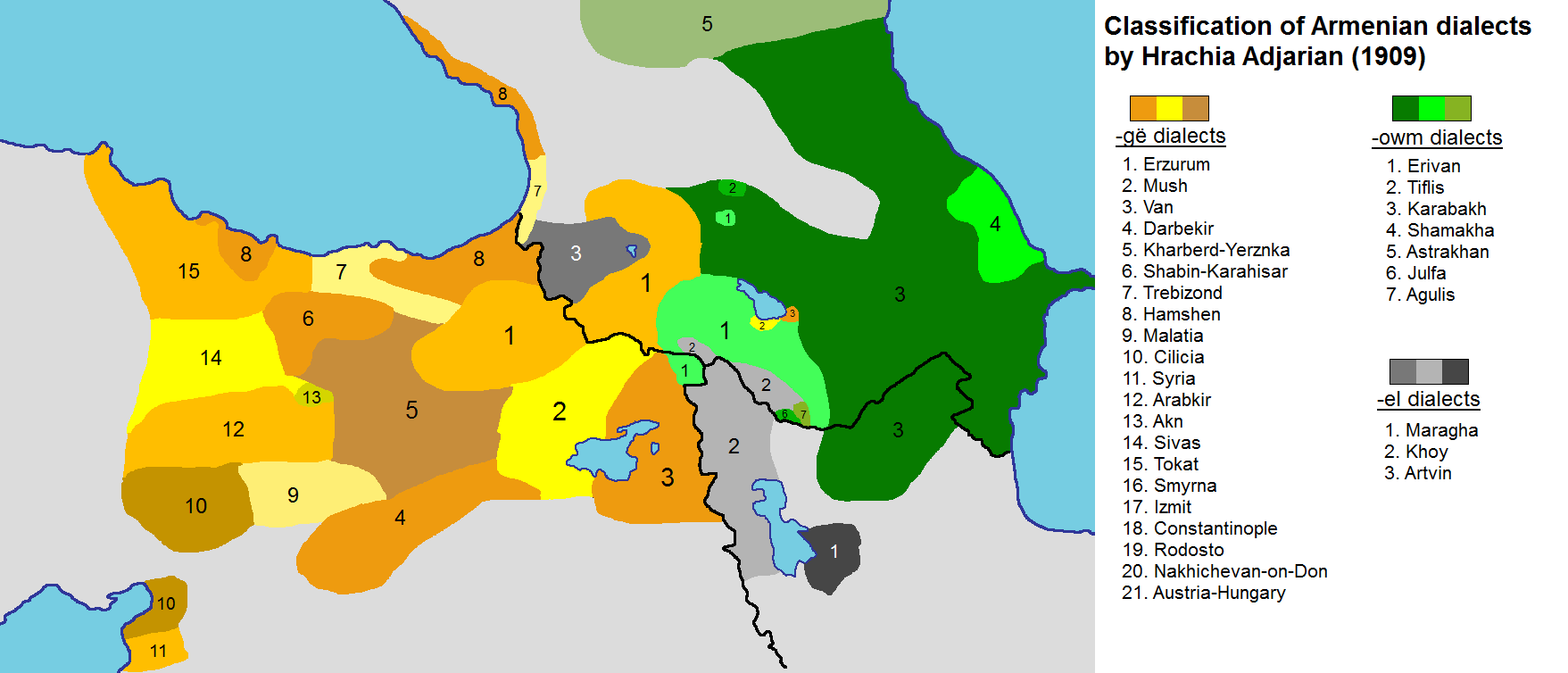
Az örmény nyelv 20. század eleji dialektusainak térképe. A nyugat örmény nyelv sárgával jelölve.

A nyugat-örmény nyelv (nyugat-örményül Արեւմտահայերէն) egyike az örmény nyelv két elfogadott változatának, a másik a kelet-örmény nyelv. Főleg az isztambuli örmény dialektusra épül, szemben a kelet-örmény nyelvvel, amely főleg a jereváni örmény dialektusra épül. 
A 20. század elejéig az Oszmán Birodalomban is beszéltek különféle nyugat-örmény dialektusokat, különösen a Nyugat-Örményország néven ismert, történelmileg örmények által lakott keleti régiókban. A nyugat-örmény nyelv jelenleg használt beszélt vagy nyelvjárási változatai közé tartozik a homseci, amelyet a hemsin népek beszéltek; a szíriai kesábi, latakiai és dzsisr al-shuguri, a libanoni Aanjar, valamint a törökországi isztambuli és vakiflıi örmények dialektusai (a "Sueidia" dialektus része). A Sasun és Mush nyelvjárást a mai örmény falvakban is beszélik, mint például Bazmaberd és Sasnashen.